# Perosa Argentina
Perosa Argentina é uma comuna italiana da região do Piemonte, cidade metropolitana de Turim, com cerca de 3.731 habitantes. Estende-se por uma área de 26 km², tendo uma densidade populacional de 144 hab/km². Faz fronteira com Coazze, Giaveno, Roure, Pinasca, Perrero, Pomaretto, Inverso Pinasca.

## Demografia
| Variação demográfica do município entre 1861 e 2011                               |
|                                                                                   |
| Fonte: Istituto Nazionale di Statistica (ISTAT) - Elaboração gráfica da Wikipedia |